# TV Câmara (Belo Horizonte)
TV Câmara é uma emissora de televisão brasileira, pertencente à Câmara Municipal de Belo Horizonte. Transmite ao vivo as sessões da casa e produz vários programas locais. Além disso, também retransmite programação da TV Câmara federal. 
Opera no subcanal 11.3 e integra a Rede Legislativa de Rádio e TV.